# Бедржих Дівіш Вебер
Бедржих Дівіш Вебер, Фрідріх Діоніс Вебер (чеськ. Bedřich Diviš Weber, нім. Friedrich Dionys Weber; 9 жовтня 1766, Велихов, Чехія — 25 грудня 1842, Прага) — чеський композитор і музичний педагог.

## Біографія
Вивчав в Празі філософію і право, потім навчався музики в Георга Йозефа Фоглера. Був знайомий з Моцартом, який здійснив сильний вплив на творчість Вебера; написав біографію дружини Моцарта Констанци, широко звертався до музики Моцарта у своїй викладацькій діяльності. Автор опери «Король духів» (нім. König der Genien; 1800), кантати «Позбавлення чехів» (нім. Bohmens Errettung; 1797), зингшпілей «Ярмарок наречених» (нім. Der Mädchenmarkt), «Повернена перлина» (нім. Die wiedergefundene Perle) та ін., а також ряду камерних і оркестрових творів, особливо для духових інструментів (Варіації для труби з оркестром досі зустрічаються в репертуарі).
Вебер став одним з основоположників Празької консерваторії, з 1811 року і до самої смерті очолював її, викладаючи композицію. Учнями Вебера були Ігнац Мошелес, Франтішек Тадеаш Блатт, Карл Марія Боклет, Йозеф Дессауер та ін. Смаки Вебера були консервативні, він різко не схвалював твори Бетовена і свого однофамільця Карла Марії фон Вебера; повідомляється, однак, що Вебер схвально поставився до творів молодого Ріхарда Вагнера. Веберу належать підручники «Теоретичний і практичний курс гармонії і генерал-баса» (нім. Theoretisch-praktisches Lehrbuch der Harmonie und des Generalbasses; 1830—1834, в 4 випусках) та ін.